# Demangan (Tanjunganom)
Demangan is een bestuurslaag in het regentschap Nganjuk van de provincie Oost-Java, Indonesië. Demangan telt 5196 inwoners (volkstelling 2010).